# U.S. National Championships 1931
Gli U.S. National Championships 1931 (conosciuti oggi come US Open) sono stati la 51ª edizione degli U.S. National Championships e quarta prova stagionale dello Slam per il 1931. Tutti i tornei si sono disputati al West Side Tennis Club nel quartiere di Forest Hills di New York, tranne quello di doppio maschile, disputato al Longwood Cricket Club di Chestnut Hill, negli Stati Uniti.
Il singolare maschile è stato vinto dallo statunitense Ellsworth Vines, che si è imposto sul connazionale George Lott in quattro set col punteggio di 7–9, 6–3, 9–7, 7–5. Il singolare femminile è stato vinto dalla statunitense Helen Wills Moody, che ha battuto in finale in tre set la britannica Eileen Bennett Whittingstall. Nel doppio maschile si sono imposti Wilmer Allison e John Van Ryn. Nel doppio femminile hanno trionfato Betty Nuthall e Eileen Bennett Whittingstall. Nel doppio misto la vittoria è andata a Betty Nuthall, in coppia con George Lott.

## Seniors

### Singolare maschile
Ellsworth Vines ha battuto in finale  George Lott con il punteggio di 7–9, 6–3, 9–7, 7–5.

### Singolare femminile
Helen Wills Moody ha battuto in finale  Eileen Bennett Whittingstall con il punteggio di 6–4, 6–1.

### Doppio maschile
Wilmer Allison /  John Van Ryn hanno battuto in finale  Gregory Mangin /  Berkeley Bell con il punteggio di 6–4, 6–3, 6–2.

### Doppio femminile
Betty Nuthall /  Eileen Bennett Whittingstall hanno battuto in finale  Helen Jacobs /  Dorothy Round con il punteggio di 6–2, 6–4.

### Doppio misto
Betty Nuthall /  George Lott hanno battuto in finale  Anna Harper /  Wilmer Allison con il punteggio di 6–3, 6–3.